# Alocasia macrorrhizos
Алоказія великобульбова, мавпяча квітка, гігантське таро, а-пай (Alocasia macrorrhizos) — вид тропічних рослин роду алоказія (Alocasia).

## Будова

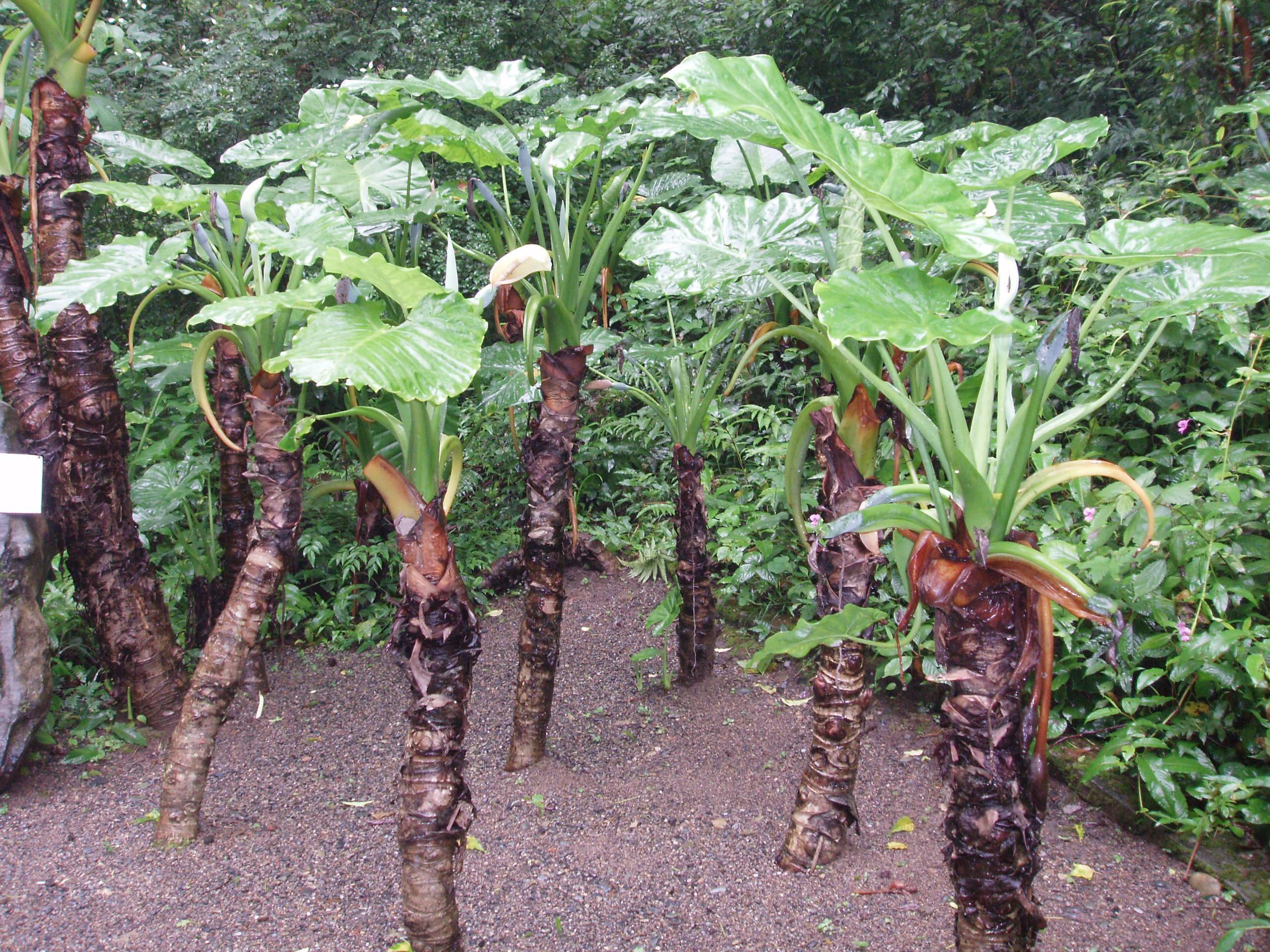
Рослина зі стовбуром

Яскраві зелені лопатеві листки досягають більше 120 см довжини та 60 см ширини. Черешок листка може виростати до 130 см. Бульбоцибулина виступає над поверхнею землі (або води), що нагадує стовбур. З віком висота такого стовбура може становити 240 см. Загалом висота рослини може сягати 3 метрів.

## Поширення та середовище існування
Широко розповсюджена людьми рослина. Походить з Південно-східної Азії.

## Практичне використання
Будьбоцибулину вживають у їжу. Так само як і у таро наявний оксалат кальцію, що спричиняє болі у горлі та роті. Вживається виключно після спеціальної обробки.
Сік з Alocasia macrorrhizos вживають для загоєння ран від укусу п'явок та жалючих рослин (цукрова тростина, кропива). Цим соком відганяли злих духів від хворих на гарячку на Гаваях.